# Ivar de Graaf
 (juillet 2011).
Si vous disposez d'ouvrages ou d'articles de référence ou si vous connaissez des sites web de qualité traitant du thème abordé ici, merci de compléter l'article en donnant les références utiles à sa vérifiabilité et en les liant à la section « Notes et références ».
Ivar de Graaf (né à Amsterdam, le 20 août 1973) est le membre fondateur et batteur du groupe néerlandais de metal progressif Kingfisher Sky, également connu pour avoir été l'ancien batteur du célèbre groupe néerlandais de rock/metal Within Temptation.

## Débuts
Ivar de Graaf commence à jouer de la batterie à 11 ans. Ivar suit une formation au Haags Montessori Lyceum de La Haye où Charles Schouten, qui fut le batteur de Kayak durant une courte période, lui apprend à jouer de la batterie. Au HMP, il joue régulièrement avec Edo van de Kolk et Michiel Parqui vers 1990.

## Within Temptation
On lui propose de devenir le batteur de Within Temptation en 1996, époque à laquelle le groupe est relativement peu connu et commence seulement leur premier album studio. Ivar est considéré comme le batteur de l'album Enter ainsi que du célèbre album Mother Earth de Within Temptation.
En 2002, juste avant la tournée qui révèlera le groupe à un public international, il quitte Within Temptation. Un acte dû à des raisons musicales, du fait qu'il souhaite jouer des morceaux de batteries plus variés et élaborés, loin de la similarité de Within Temptation, et devenir lui-même composeur et adaptateur. Il est remplacé par Stephen van Haestregt.
Ivar continue à jouer avec Within Temptation sur une courte période après son départ. Il fait office de batteur de substitution lorsque von Haestregt ne peut pas être présent, et au Java Concert à Amsterdam en 2005, il monte sur scène avec d'autres anciens membres de Within Temptation pour jouer deux/trois chansons. Il revient aussi à leur live anniversaire "Elements" à Anvers en 2012 : à la guitare acoustique sur Never-Ending Story, et à la batterie sur Candles.

## Kingfisher Sky
Ivar est marié à la chanteuse Judith Rijnveld. Ensemble, ils travaillent trois ans sur une démo qui conduit à la formation de Kingfisher Sky. Le premier album studio est intitulé: Hallway of dreams.